# Jean-Baptiste Lecorgne de Bonabry
Jean-Baptiste Lecorgne de Bonabry est un homme politique français né le 13 mars 1786 à Evran et mort le 18 août 1843 à Rennes.

## Biographie
Propriétaire, conseiller d'arrondissement, il est élu député des Côtes-du-Nord en juin 1830, comme légitimiste. Il refuse de prêter serment à la Monarchie de Juillet et démissionne le 17 août 1830.

## Sources
- « Jean-Baptiste Lecorgne de Bonabry », dans Adolphe Robert et Gaston Cougny, Dictionnaire des parlementaires français, Edgar Bourloton, 1889-1891 [détail de l’édition]